# Newbouldia laevis
Newbouldia laevis là một loài thực vật có hoa trong họ Chùm ớt. Loài này được (P.Beauv.) Seem. mô tả khoa học đầu tiên năm 1863.